# Nirvana
Nirvana (em sânscrito:  निर्वाण nirvāṇa sa; Páli: nibbāna; Prácrito: ṇivvāṇa; literalmente, "apagado", como uma lâmpada a óleo) é um conceito nas Religiões indianas (Budismo, Hinduísmo, Jainismo e Siquismo), representando a extinção das paixões, que é o estado último de libertação soteriológica e a libertação do dukkha (sofrimento) e do saṃsāra, o ciclo de nascimento e renascimento.
Nas Religiões indianas, o nirvana é sinônimo de moksha e mukti. Todas as religiões indianas afirmam que o nirvana é um estado de quietude perfeita, liberdade, maior felicidade, bem como a libertação do apego e do sofrimento mundano e o fim do samsara, o ciclo da existência. No entanto, as tradições não budistas e budistas descrevem esses termos para a libertação de maneira diferente. Na Filosofia hindu, é a união ou a realização da identidade de Atman com Brahman, dependendo da tradição hindu.
No Jainismo, o nirvana também é o objetivo soteriológico, representando a libertação de uma alma do vínculo cármico e do samsara. No Budismo, o nirvana refere-se ao abandono dos dez grilhões, marcando o fim do renascimento ao extinguir as fogueiras que mantêm o processo de renascimento.

## Etimologia
As ideias de libertação espiritual, com o conceito de alma e Brahman, aparecem nos textos védicos e Upanishads, como no verso 4.4.6 da Brihadaranyaka Upanishad.
O termo nirvana, no sentido soteriológico de "apagado, extinto", estado de libertação, aparece em muitos lugares nos Vedas e ainda mais no Bhagavata Purana pós-budista, no entanto, a opinião popular não credita aos Vedas ou aos Upanishads. Collins afirma: "os budistas parecem ter sido os primeiros a chamá-lo de nirvana". Isso pode ter sido um uso deliberado das palavras no budismo primitivo, sugere Collins, uma vez que Atman e Brahman foram descritos nos textos védicos e Upanishads com a imagem do fogo, como algo bom, desejável e libertador. Collins afirma que a palavra nirvāṇa vem da raiz verbal vā "soprar" na forma de particípio passado vāna "soprado", prefixada com o pré-verbo nis significando "para fora". Portanto, o significado original da palavra é "apagado, extinto". (Sandhi altera os sons: o v de vāna faz com que nis se torne nir, e então o r de nir provoca retroflexão do n subsequente: nis+vāna > nirvāṇa). No entanto, o significado budista de nirvana também tem outras interpretações.
L. S. Cousins disse que no uso popular nirvana era "o objetivo da disciplina budista,... a remoção final dos elementos mentais perturbadores que obstruem um estado pacífico e claro da mente, juntamente com um estado de despertar do sono mental que eles induzem."

## Visão Geral
Nirvāṇa é um termo encontrado nos textos de todas as principais religiões indianas – Hinduísmo, Jainismo, Budismo, e Sikhismo. Ele se refere à profunda paz mental adquirida com moksha, a libertação de samsara ou liberação de um estado de sofrimento, após a prática espiritual ou Sadhana.
A libertação de Saṃsāra se desenvolveu como um objetivo final e valor soteriológico na cultura indiana, e é chamada por diferentes termos como nirvana, moksha, mukti e kaivalya. Esse esquema básico subjaz ao Hinduísmo, Jainismo e Budismo, onde "o objetivo final é o estado atemporal de moksha, ou, como os budistas parecem ter sido os primeiros a chamar, nirvana." Embora o termo ocorra nas literaturas de várias tradições indianas antigas, o conceito é mais comumente associado ao Budismo. Alguns escritores acreditam que o conceito foi adotado por outras religiões indianas após ser estabelecido no Budismo, mas com diferentes significados e descrições, como o uso de (Moksha) no texto hindu Bhagavad Gita do Mahabharata.
A ideia de moksha está conectada à cultura védica, onde ela transmitia uma noção de amrtam, "imortalidade", e também uma noção de um estado atemporal, "não nascido", ou "o ponto imóvel do mundo giratório do tempo". Era também sua estrutura atemporal, a totalidade subjacente "aos raios da invariante, mas incessante roda do tempo". A esperança de vida após a morte começou com as noções de ir para os mundos dos Ancestrais ou dos Deuses ou o céu.
Os primeiros textos védicos incorporam o conceito de vida, seguido de uma vida após a morte no céu e no inferno, baseada em virtudes cumulativas (mérito) ou vícios (demérito). No entanto, os antigos Rishis védicos desafiaram essa ideia de vida após a morte como simplista, pois as pessoas não vivem uma vida igualmente moral ou imoral. Entre vidas geralmente virtuosas, algumas são mais virtuosas; enquanto o mal também tem graus, e tanto o céu permanente quanto o inferno permanente são desproporcionais. Os pensadores védicos introduziram a ideia de uma vida após a morte no céu ou no inferno em proporção ao mérito de cada um, e quando isso acaba, a pessoa retorna e renasce. A ideia de renascimento após "esgotar o mérito" também aparece em textos budistas. Esta ideia aparece em muitos textos antigos e medievais, como Saṃsāra, ou o ciclo interminável de vida, morte, renascimento e re-morte, como na seção 6:31 do Mahabharata e no verso 9.21 do Bhagavad Gita. O Saṃsāra, a vida após a morte e o que impacta o renascimento passaram a ser vistos como dependentes do karma.

## Budismo

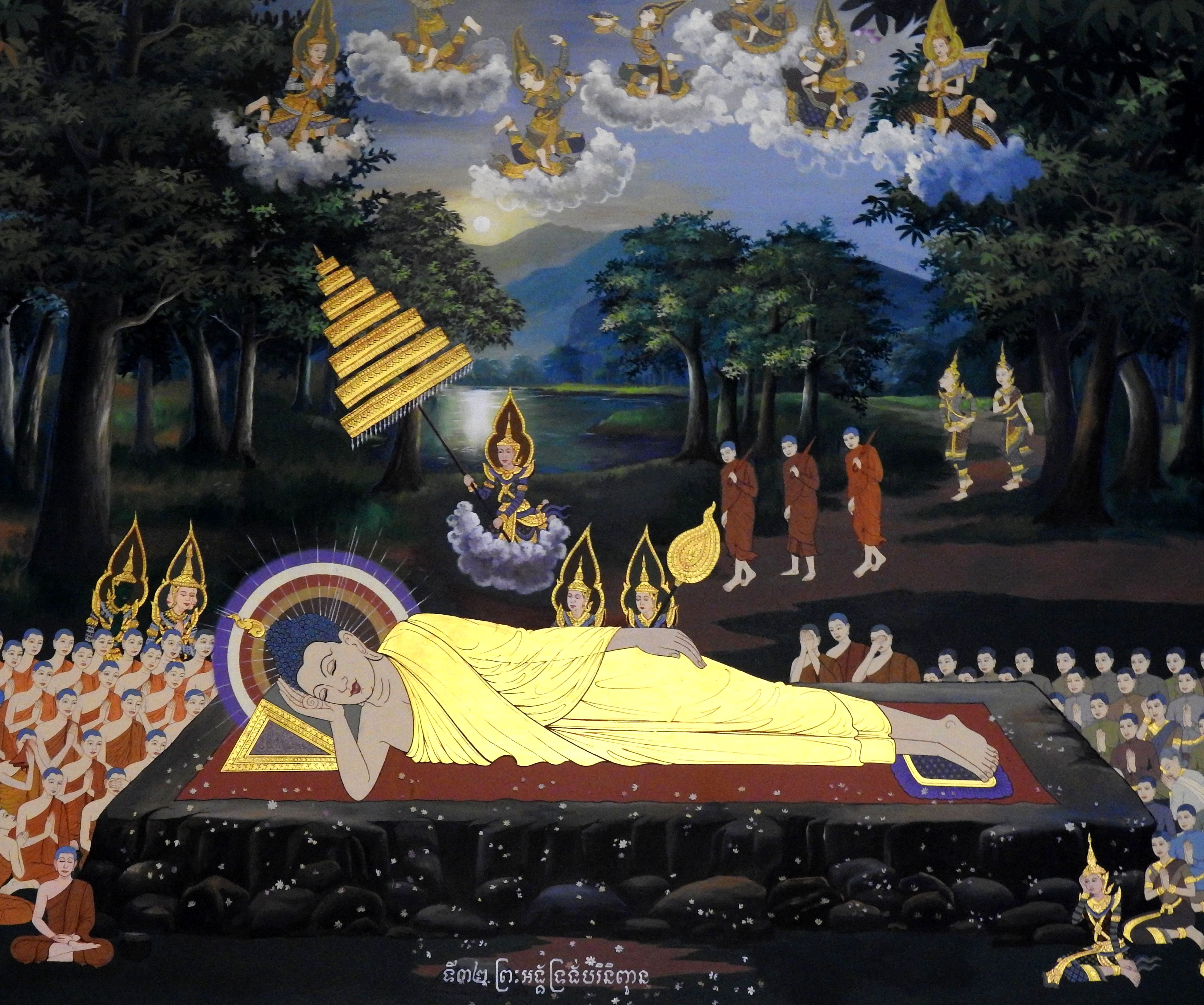
Pintura mural tradicional retratando Gautama Buda entrando em parinirvana, pavilhão da assembleia do Dharma, Wat Botum Wattey Reacheveraram, Phnom Penh, Camboja

Nirvana (nibbana) significa literalmente "extinguir" ou "apagar". É o termo mais utilizado, assim como o mais antigo, para descrever o objetivo soteriológico no Budismo: o apagamento das paixões, que também libera do ciclo de renascimento (saṃsāra). Nirvana faz parte da Terceira Verdade sobre a "cessação do dukkha" na doutrina das Quatro Nobres Verdades do Budismo. É o objetivo do Nobre Caminho Óctuplo.
A tradição budista acredita que o Buda tenha realizado dois tipos de nirvana: um no despertar e outro em sua morte. O primeiro é chamado de sopadhishesa-nirvana (nirvana com resíduo), o segundo é parinirvana ou anupadhishesa-nirvana (nirvana sem resíduo, ou nirvana final).
Na tradição budista, o nirvana é descrito como o apagamento dos "fogos", que também se diz serem a causa dos renascimentos e do sofrimento associado. Os textos budistas identificam esses "três fogos" ou "três venenos" como raga (ganância, sensualidade), dvesha (aversão, ódio) e avidyā ou moha (ignorância, ilusão).
O estado de nirvana também é descrito no Budismo como a cessação de todas as aflições, a cessação de todas as ações, a cessação dos renascimentos e do sofrimento que são consequência das aflições e ações, o apagar de um fogo por falta de combustível, abandonar a trama (vana) de vida após vida, e a eliminação do desejo.
A libertação é descrita como idêntica ao conceito de anatta (anatman, não-eu, ausência de um eu). No Budismo, a libertação é alcançada quando todas as coisas e seres são entendidos como sem Eu. O Nirvana também é descrito como idêntico à realização de sunyata (vazio), onde não há essência ou natureza fundamental em nada, e tudo é vazio. No entanto, no Budismo Theravada também é visto como o único existente incondicionado, não apenas a "destruição do desejo", mas um existente separado que é "o objeto do conhecimento" do caminho budista.

## Hinduísmo
Os textos mais antigos do Hinduísmo, como os Vedas e os primeiros Upanixades, não mencionam o termo soteriológico Nirvana. Este termo é encontrado em textos como o Bhagavad Gita e no Nirvana Upanishad, provavelmente composto na era pós-Buda. O conceito de Nirvana é descrito de maneira diferente na literatura budista e hindu. O hinduísmo tem o conceito de Atman – a alma, o eu – afirmado como existente em todos os seres vivos, enquanto o Budismo, por meio de sua doutrina anatman, afirma que não há Atman em nenhum ser. Nirvana no Budismo é "aquietar a mente, cessar os desejos e ações" até o vazio, afirma Jeaneane Fowler, enquanto nirvana em textos hindus pós-budistas é também "aquietar a mente, mas não inação" e "não vazio", ao invés disso, é o conhecimento do verdadeiro Eu (Atman) e a aceitação de sua universalidade e unidade com Brahman.

### Moksha
O antigo conceito soteriológico no Hinduísmo é o moksha, descrito como a libertação do ciclo de nascimento e morte por meio do autoconhecimento e da conexão eterna do Atman (alma, eu) com o Brahman metafísico. Moksha é derivado da raiz muc* (em sânscrito:  मुच्) que significa libertar, deixar ir, soltar, liberar; Moksha significa "libertação, liberdade, emancipação da alma". Nos Vedas e primeiros Upanixades, a palavra mucyate (em sânscrito:  मुच्यते) aparece, que significa ser libertado ou liberado – como um cavalo de seu arnês.
As tradições dentro do Hinduísmo afirmam que há vários caminhos (em sânscrito:  marga) para moksha: jnana-marga, o caminho do conhecimento; bhakti-marga, o caminho da devoção; e karma-marga, o caminho da ação.

### Brahma-nirvana noBhagavad Gita
O termo Brahma-nirvana aparece nos versos 2.72 e 5.24-26 do Bhagavad Gita. Refere-se ao estado de liberação ou união com o Brahman. De acordo com Easwaran, é uma experiência de bem-aventurança sem ego.
Segundo Zaehner, Johnson e outros estudiosos, nirvana no Gita é um termo budista adotado pelos hindus. Zaehner afirma que foi usado pela primeira vez nos textos hindus no Bhagavad Gita e que a ideia expressa no verso 2.71–72 de "suprimir os desejos e o ego" também é budista. Segundo Johnson, o termo nirvana foi emprestado dos budistas para confundir os próprios budistas, ligando o estado de nirvana budista à tradição védica pré-budista de um absoluto metafísico chamado Brahman.
De acordo com Mahatma Gandhi, a compreensão hindu e budista de nirvana são diferentes, pois o nirvana dos budistas é shunyata, o vazio, mas o nirvana do Gita significa paz e, por isso, é descrito como brahma-nirvana (união com Brahman).

## Jainismo

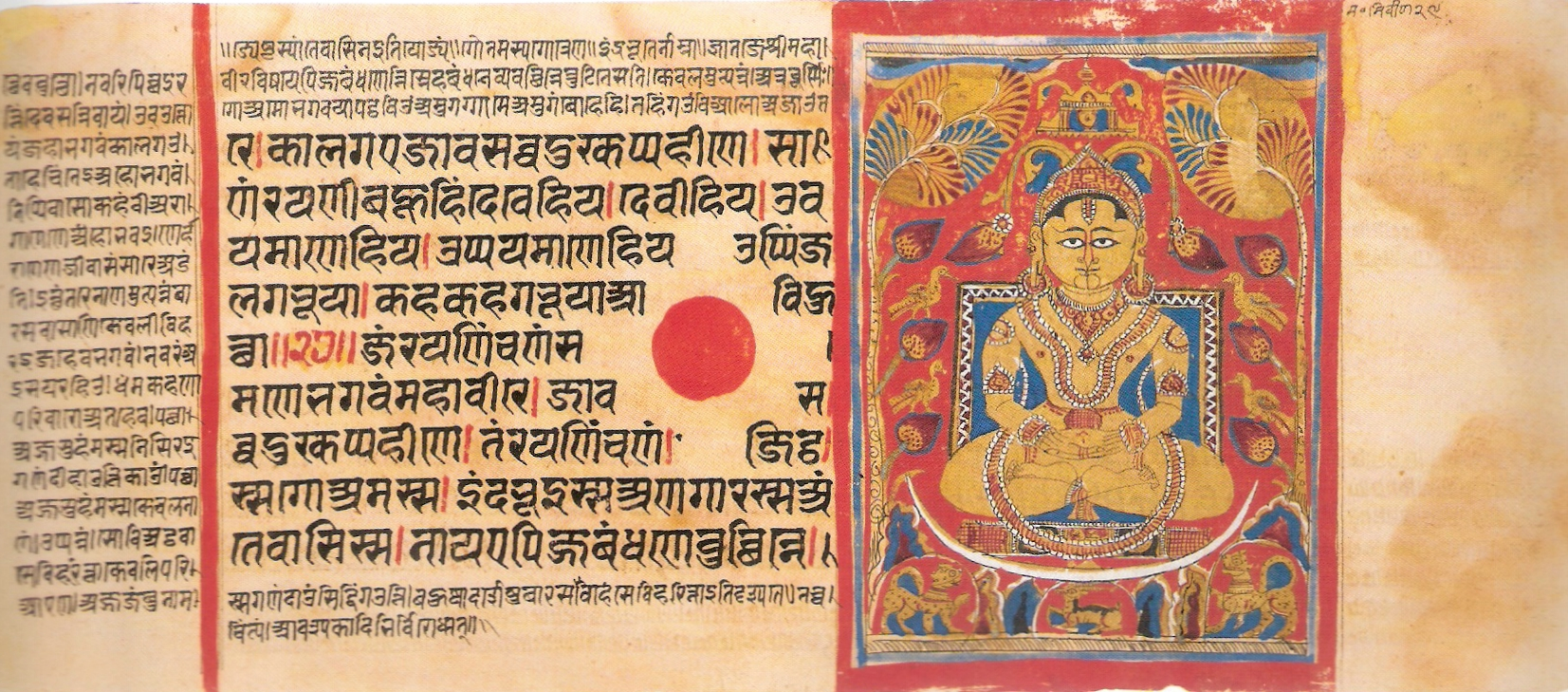
Kalpasutra representando o Nirvana de Mahavira.

Os termos moksha e nirvana são frequentemente usados de forma intercambiável nos textos Jainistas.

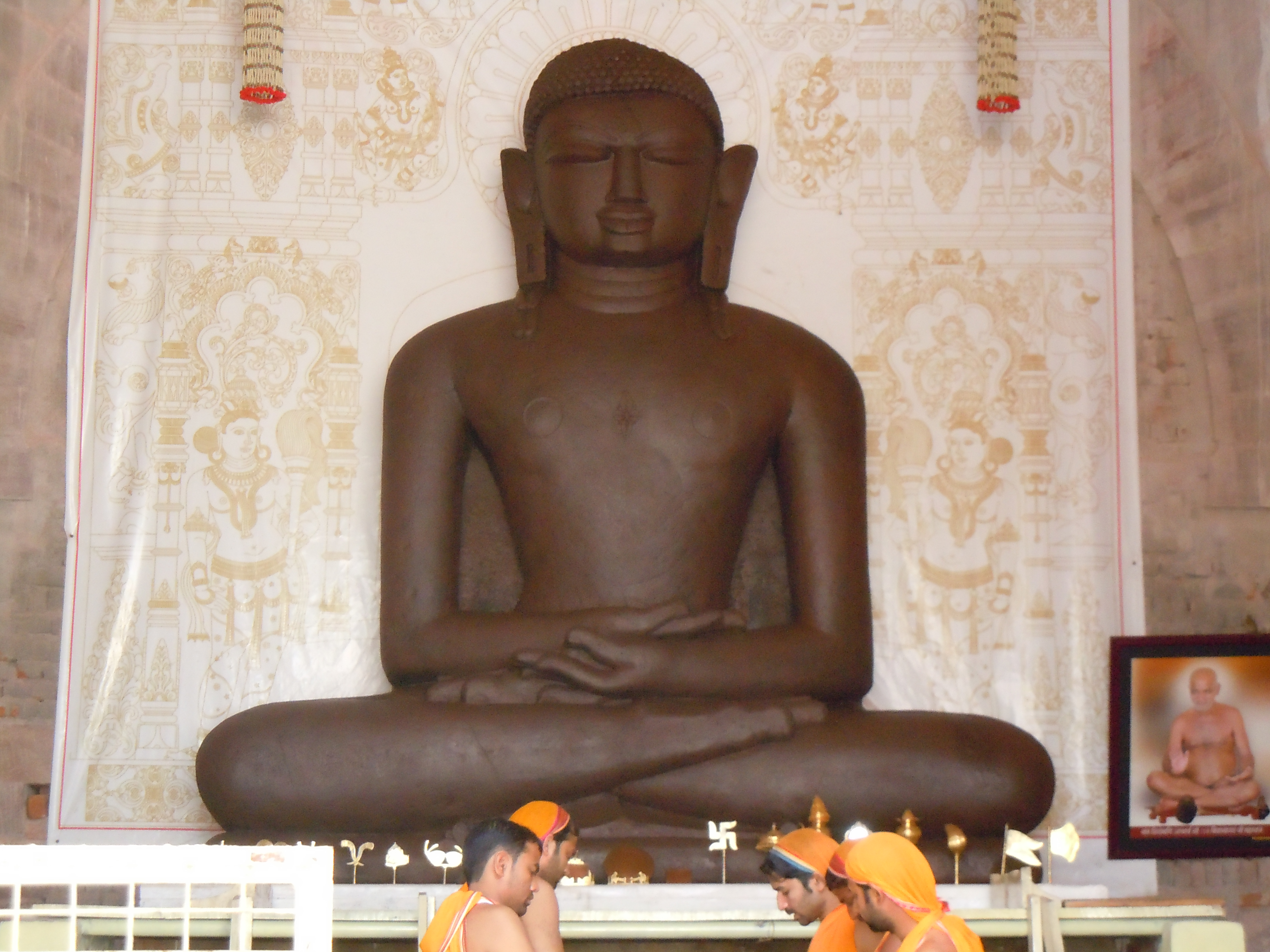
Rishabhanatha, considerado o primeiro Tirthankara a alcançar nirvana.

 O Sutra Uttaradhyana fornece um relato de Sudharman – também chamado Gautama, um dos discípulos de Mahavira – explicando o significado de nirvana para Kesi, um discípulo de Parshva.
Há um lugar seguro à vista de todos, mas de difícil acesso, onde não há velhice nem morte, nem dor ou doença. É o que se chama nirvāṇa, ou liberdade da dor, ou perfeição, que está à vista de todos; é o lugar seguro, feliz e tranquilo que os grandes sábios alcançam. Esse é o lugar eterno, visível para todos, mas difícil de ser alcançado. Aqueles sábios que o alcançam estão livres de tristezas, eles puseram fim ao fluxo da existência. (81–4) – Traduzido por Hermann Jacobi, 1895

## Sikhismo
O conceito de libertação como "extinção do sofrimento", juntamente com a ideia de sansara como o "ciclo de renascimento", também faz parte do Sikhismo. Nirvana aparece em textos Sikh como o termo Nirban. No entanto, o termo mais comum é Mukti ou Moksh, um conceito de salvação onde o amor e a devoção a Deus são enfatizados para a libertação do ciclo interminável de renascimentos. No Sikhismo, Nirvana não é um conceito de vida após a morte, mas um objetivo para a vida. Além disso, o nirvana/mukti Sikh é alcançado por meio da devoção ao satguru/verdade, que o liberta da reencarnação bharam/superstição/falsa crença.

## Maniqueísmo
O termo Nirvana (também mencionado como parinirvana) é encontrado no trabalho maniqueísta dos séculos XIII ou XIV, "A grande canção para Mani" e "A história da morte de Mani", referindo-se ao reino da luz.

### Citações
1. ↑  Richard Gombrich, Theravada Buddhism: A Social History from Ancient Benāres to Modern Colombo. Routledge
2. ↑  Chad Meister (2009). Introducing Philosophy of Religion. [S.l.]: Routledge. p. 25. ISBN 978-1-134-14179-1. Budismo: o objetivo soteriológico é o nirvana, a libertação da roda do samsara e a extinção de todos os desejos, anseios e sofrimento.
3. ↑  «Donald S. lopez Jr., Nirvana, Encyclopædia Britannica». 29 de setembro de 2023. Consultado em 23 de junho de 2022. Cópia arquivada em 4 de maio de 2015
4. ↑  Kristin Johnston Largen. What Christians Can Learn from Buddhism: Rethinking Salvation. [S.l.]: Fortress Press. pp. 107–108. ISBN 978-1-4514-1267-3. Uma importante ressalva deve ser feita: para muitos budistas leigos em todo o mundo, o renascimento em um reino superior – em vez da realização do nirvana – tem sido o principal objetivo religioso. [...] Enquanto muitos budistas enfatizam fortemente o valor soteriológico do ensinamento do Buda sobre o nirvana [escapando do samsara], muitos outros budistas concentram sua prática em objetivos mais tangíveis, em particular no renascimento propício na próxima vida.
5. ↑  «IN THE PRESENCE OF NIBBANA Faith in the Buddhist Path to Enlightenment». What-Buddha-Taught.net. Consultado em 22 de outubro de 2014. Cópia arquivada em 17 de janeiro de 2021
6. ↑  «The Soka Gakkai Dictionary of Buddhism, vimoksha». Consultado em 17 de fevereiro de 2014. Cópia arquivada em 22 de fevereiro de 2014
7. 1 2  Gavin Flood, Nirvana. In: John Bowker (ed.), Oxford Dictionary of World Religions
8. ↑  Anindita N. Balslev (2014). On World Religions: Diversity, Not Dissension. [S.l.]: SAGE Publications. pp. 28–29. ISBN 978-93-5150-405-4
9. ↑  Loy, David (1982). «Iluminação no Budismo e Advaita Vedanta». Philosophy Documentation Center. International Philosophical Quarterly. 22 (1): 65–74. doi:10.5840/ipq19822217. O que mais distingue a filosofia indiana da ocidental é que todos os importantes sistemas indianos apontam para o mesmo fenômeno: Iluminação ou Libertação. A iluminação tem nomes diferentes nos vários sistemas – kaivalya, nirvana, moksha, etc. – e é descrita de diferentes maneiras...
10. ↑  Brian Morris (2006). Religion and Anthropology: A Critical Introduction. [S.l.]: Cambridge University Press. p. 51. ISBN 978-0-521-85241-8. Houve alguma disputa quanto ao significado exato do nirvana, mas claramente a teoria budista de ausência de alma parece implicar uma perspectiva bem diferente da filosofia Vedantista, em que a alma ou o eu individual [atman] é visto como idêntico à alma do mundo ou Brahman [deus] (sobre a doutrina de anatta [sem alma] ...
11. ↑  Gwinyai H. Muzorewa (2000). The Great Being. [S.l.]: Wipf. pp. 52–54. ISBN 978-1-57910-453-5. Mesmo o Atman depende do Brahman. De fato, os dois são essencialmente os mesmos. [...] A teologia hindu acredita que o Atman, em última análise, se torna um com o Brahman. A verdadeira identidade de uma pessoa está em perceber que o Atman em mim e o Brahman – o fundamento de toda a existência – são semelhantes. [...] O parente mais próximo do Atman é o Atman de todos os seres vivos, que está fundamentado no Brahman. Quando o Atman se esforça para ser como o Brahman, é apenas porque percebe que essa é sua origem – Deus. [...] A separação entre o Atman e o Brahman é comprovadamente impermanente. O que é, em última análise, permanente é a união entre o Atman e o Brahman. [...] Assim, a luta da vida é para que o Atman seja libertado do corpo, que é impermanente, para se unir ao Brahman, que é permanente – essa doutrina é conhecida como Moksha.
12. ↑  Fowler 2012, p. 46: "Shankara interpretou todo o Gita como exaltando o caminho do conhecimento como o melhor meio para moksha, e uma identidade total do atman com Brahman..."
13. ↑  John E. Cort (1990), MODELOS DE E PARA O ESTUDO DOS JAINAS, Method & Theory in the Study of Religion, Vol. 2, No. 1, Brill Academic, páginas 42–71
14. ↑  Collins 1990, pp. 81–84.
15. ↑  Peter Harvey (2001). Buddhism. [S.l.]: Bloomsbury Academic. pp. 98–99. ISBN 978-1-4411-4726-4. [Nirvana é] além dos processos envolvidos em morrer e renascer. [...] Nirvana é vazio, estando livre de qualquer fundamento para a ilusão de um Eu permanente e substancial, e porque não pode ser conceitualizado em qualquer visão que o ligue ao 'eu' ou 'meu' ou 'Eu'. É conhecido nesse sentido por alguém com profunda visão de que tudo é não-Eu (anatta), vazio de Eu.
16. ↑  Max Müller (2011). Theosophy Or Psychological Religion. [S.l.]: Cambridge University Press. pp. 307–310. ISBN 978-1-108-07326-4
17. ↑  Collins 1998, pp. 137–138.
18. ↑  Collins 1998, p. 216–217.
19. ↑  Collins 2010, pp. 63–64.
20. ↑  The Concise Routledge Encyclopedia of Philosophy. [S.l.: s.n.] 2000. p. 632
21. 1 2 3 4 5 6 7  Fowler 2012, p. 48.
22. ↑  Helmuth von Glasenapp (1999). Jainism: An Indian Religion of Salvation. [S.l.]: Motilal Banarsidass. pp. 234, 492. ISBN 978-81-208-1376-2
23. ↑  Trainor 2004, p. 68.
24. ↑  Pruthi 2004, p. 200.
25. ↑  Duiker & Spielvogel 2008, pp. 52–53.
26. ↑  Pali Text Society (1921–1925). «Bhāvanā». The Pali Text Society's Pali-English dictionary. London: Chipstead. p. 503. Consultado em 27 de janeiro de 2022. Cópia arquivada em 23 de julho de 2021 – via Digital Dictionaries of South Asia
27. ↑  Monier-Williams (1899). «Bhāvana" and "Bhāvanā» (PDF). p. 755. Consultado em 9 de dezembro de 2008. Cópia arquivada (PDF) em 4 de março de 2009 – via U. Cologne
28. ↑  Nyanatiloka 1980, p. 67.
29. ↑  Collins 2010, p. 31.
30. 1 2  Collins 2010, p. 29.
31. ↑  Collins 1998, p. 136.
32. ↑  James Hastings; John Alexander Selbie; Louis Herbert Gray (1922). Encyclopædia of Religion and Ethics. [S.l.]: T. & T. Clark. pp. 616–618. ISBN 9780567065124
33. ↑  Frazier 2011, pp. 84–86.
34. ↑  Atsushi Hayakawa (2014). Circulation of Fire in the Veda. [S.l.]: LIT Verlag Münster. pp. 101–103 with footnote 262. ISBN 978-3-643-90472-0. O conceito de punarmrtyu apareceu, o que transmite que mesmo aqueles que participaram de rituais morrem novamente na vida após a morte quando o mérito do ritual se esgota.
35. ↑  Krishan, Yuvraj (1997). The Doctrine of Karma: Its Origin and Development in Brāhmaṇical, Buddhist, and Jaina Traditions. [S.l.]: Bharatiya Vidya Bhavan. pp. 17–27. ISBN 9788120812338. Cópia arquivada em 2021;
The New Encyclopædia Britannica. 8. [S.l.]: Encyclopædia Britannica. 1998. p. 533. ISBN 978-0-85229-633-2. [Esses textos Upanishádicos] registram as tradições dos sábios (Rishis) da época, notavelmente Yajnavalkya, que foi pioneiro em novas ideias religiosas. [...] Durante todo o período védico, a ideia de que o mundo dos deuses não era o fim – e que mesmo no céu a morte era inevitável – estava crescendo. [...] Esta doutrina do samsara (reencarnação) é atribuída ao sábio Uddalaka Aruni, [...] No mesmo texto, a doutrina do karma (ações ) é atribuída a Yajnavalkya...
36. ↑  Patrul Rinpoche (1998). The Words of My Perfect Teacher. Boston: Shambhala. pp. 95–96. ISBN 978-0-7619-9027-7. Depois de desfrutar da felicidade de um reino celestial, quando seu mérito acaba, ele renascerá aqui.
Patrul Rinpoche (1998). «The Words of My Perfect Teacher» (PDF). Cópia arquivada (PDF) em 10 de maio de 2017
37. ↑  Frazier 2011, pp. 84–86, Citação: "Eles alcançam o mundo sagrado de Indra e desfrutam dos prazeres celestiais dos deuses no céu; mas, tendo desfrutado do vasto mundo celestial, eles voltam ao mundo dos mortais quando seu mérito se esgota. Portanto, seguindo as injunções dos três Vedas com o desejo de prazeres, eles viajam para cá e para lá. (Mahābhārata 6.31:20–1)".
38. ↑  Christopher Key Chapple, ed. (2010). The Bhagavad Gita: Twenty-fifth–Anniversary Edition. Traduzido por Winthrop Sargeant. [S.l.]: State University of New York Press. p. 397. ISBN 978-1-4384-2840-6. Cópia arquivada em 2023. Depois de desfrutar do vasto mundo celestial, eles entram no mundo dos mortais quando seu mérito se esgota. Assim, conformando-se à lei dos três Vedas, desejando prazeres, eles obtêm o estado de ir e voltar.
39. ↑  Yuvraj Krishan (1988), Is Karma Evolutionary?, Journal of Indian Council of Philosophical Research, Volume 6, páginas 24–26
40. ↑  Surendranath Dasgupta (1956). A History of Indian Philosophy. [S.l.]: Cambridge University Press. pp. 520–522
41. ↑  Paul Deussen (2015). The System of the Vedanta: According to Badarayana's Brahma-Sutras and Shankara's Commentary thereon. [S.l.]: KB Classics. pp. 357–359. ISBN 978-1-5191-1778-6
42. ↑  Collins 2010, p. 30.
43. ↑  Collins 1998, p. 191.
44. 1 2 3  Buswell & Lopez 2014, pp. 589–590.
45. ↑  Keown 2004, pp. 194–195.
46. 1 2  Buswell & Lopez 2014, p. 590.
47. ↑  «nirvana». Encyclopædia Britannica. Cópia arquivada em 2008
48. ↑  Gombrich 2006, p. 65.
49. ↑  Gombrich 2006, p. 66.
50. ↑  Buswell & Lopez 2014, p. 589.
51. ↑  Collins 2010, pp. 63-64.
52. ↑  Charles S. Prebish (2010). Buddhism: A Modern Perspective. [S.l.]: Penn State Press. pp. 134–135. ISBN 978-0-271-03803-2
53. ↑  Collins 1990, pp. 82, 84: "Como todas as outras coisas ou conceitos (dhammā), ele é anattā, 'não-eu'. Enquanto todas as 'coisas condicionadas' (samkhāra – ou seja, todas as coisas produzidas pelo karma) são 'insatisfatórias e impermanentes' (sabbe samkhāra dukkhā . . . aniccā), todos os dhammā, sejam coisas condicionadas ou o incondicionado nibbāna, são 'não-eu' (sabbe dhammā anattā). [...] A absoluta indescritibilidade do nirvana, junto com sua classificação como anattā, 'não-eu', ajudou a manter a separação intacta, precisamente devido à impossibilidade de um discurso mútuo."
54. 1 2  Sue Hamilton (2000). Early Buddhism: A New Approach : the I of the Beholder. [S.l.]: Routledge. pp. 18–21. ISBN 978-0-7007-1280-9 Citação: "A interpretação corrigida que ofereceram, amplamente aceita até hoje, ainda associava o anatta com o nirvana. O que significa, agora se diz, é que para alcançar a libertação você precisa entender que você não é, e nem tem, e nunca foi ou teve, um eu permanente."
55. ↑  Paul Williams; Anthony Tribe (2000). Buddhist Thought. [S.l.]: Routledge. 61 páginas. ISBN 978-0-415-20701-0. Ele não menciona a descoberta do Verdadeiro Eu no Anattalakkhana Sutta. Como vimos, o Buda explica como a libertação vem ao deixar ir todo o desejo e apego simplesmente por ver que as coisas não são o Eu, anatta. Isso é tudo. Corta-se a força que leva ao renascimento e ao sofrimento. Não há necessidade de postular um Eu além de tudo isso. De fato, qualquer Eu postulado levaria ao apego, pois parece que, para o Buda, um Eu que se enquadre na descrição poderia ser legitimamente objeto de apego. Não há absolutamente nenhuma sugestão de que o Buda tenha pensado que existe algum fator adicional chamado de Eu (ou com qualquer outro nome, mas que se enquadre na descrição do Eu) além dos cinco agregados."
56. ↑  Mun-Keat Choong (1999). The Notion of Emptiness in Early Buddhism. [S.l.]: Motilal Banarsidass. pp. 1–4, 85–88. ISBN 978-81-208-1649-7. Cópia arquivada em 2023. O vazio é um ensinamento caracteristicamente budista. O presente estudo trata desse ensinamento do vazio (P. sunnata, Skt. sunyata) como apresentado nos textos do budismo primitivo. [...] O ensinamento do vazio é reconhecido como a filosofia central do início do Mahayana. No entanto, esse ensinamento existe tanto no budismo primitivo quanto no budismo Mahayana primitivo, onde está conectado ao significado da gênese condicionada, o caminho do meio, o nirvana e o não-eu (P. anatta, Skt. anatman).,
57. ↑  Ray Billington (2002). Understanding Eastern Philosophy. [S.l.]: Routledge. pp. 58–60, 136. ISBN 978-1-134-79348-8. Cópia arquivada em 2023, Citação (p 59-60): "Podemos entender melhor o que anatman implica se examinarmos o conceito de vazio de Nagarjuna: shunyata ou vazio. Nagarjuna argumentou que não existe tal coisa como a natureza fundamental, ou essência, de qualquer coisa. (...) Em uma palavra, tudo é vazio, shunyata; em vez de essência, há um vazio. (...) tudo é vazio."; Citação (p 136): "O que podemos dizer, qualquer que seja o ramo do budismo que tenhamos em mente, é que o estado de nirvana, ao qual todos os budistas aspiram, é como samadhi, um estado não dual. (...) o conceito budista de mente iluminada – bodhichitta – refere-se a um estado além do desejo (dukkha), onde aquele que busca o nirvana alcançou shunyata, o vazio ou o vazio descrito nas páginas 58–9."
58. ↑  John J. Makransky (1997). Buddhahood Embodied: Sources of Controversy in India and Tibet. [S.l.]: State University of New York Press. p. 85. ISBN 978-0-7914-3431-4
59. ↑  Collins 2010, p. 54.
60. ↑  Olivelle 1992, pp. 5–9, 227–235, Citação: "Nirvana Upanishad...".
61. 1 2  Fowler 2012, pp. 48–49.
62. ↑  «Atman (no Oxford Dictionaries)». Oxford University Press. 2012. Cópia arquivada em 2014. Citação: 1. verdadeiro eu do indivíduo; 2. a alma de uma pessoa
63. ↑  Constance Jones; James D. Ryan (2006). Encyclopedia of Hinduism. [S.l.]: Infobase. p. 51. ISBN 978-0-8160-7564-5. Cópia arquivada em 2022; Citação: O atman é o eu ou a alma.
64. ↑  David Lorenzen (2004).  Mittal, Sushil; Thursby, Gene, eds. The Hindu World. [S.l.]: Routledge. pp. 208–209. ISBN 9781134608751. Movimentos advaita e nirguni, por outro lado, enfatizam um misticismo interior no qual o devoto busca descobrir a identidade da alma individual (atman) com o solo universal do ser (brahman) ou encontrar Deus dentro de si mesmo.
65. ↑  [a] Anatta Arquivado em 22 janeiro 2021 no Wayback Machine, Encyclopædia Britannica (2013), Citação: "Anatta no Budismo, a doutrina de que não há nos seres humanos uma alma permanente, subjacente. O conceito de anatta, ou anatman, é uma ruptura com a crença hindu no atman ("o eu").";
[b] Steven Collins (1994), Religion and Practical Reason (Editores: Frank Reynolds, David Tracy), State Univ of New York Press, ISBN 978-0791422175, página 64; "Central para a soteriologia budista é a doutrina do não-eu (Pali: anattā, Sânscrito: anātman, a doutrina oposta do ātman é central no pensamento brahmânico). Em resumo, esta é a [budista] doutrina de que os seres humanos não têm alma, não têm eu, não têm essência imutável.";
[c] John C. Plott et al (2000), Global History of Philosophy: The Axial Age, Volume 1, Motilal Banarsidass, ISBN 978-8120801585, página 63, Citação: "As escolas budistas rejeitam qualquer conceito de Ātman. Como já observamos, esta é a distinção básica e inerradicável entre o Hinduísmo e o Budismo";
[d] Katie Javanaud (2013), Is The Buddhist 'No-Self' Doctrine Compatible With Pursuing Nirvana? Arquivado em 6 fevereiro 2015 no Wayback Machine, Philosophy Now;
[e] David Loy (1982), Enlightenment in Buddhism and Advaita Vedanta: Are Nirvana and Moksha the Same?, International Philosophical Quarterly, Volume 23, Issue 1, páginas 65–74
66. ↑  [a] Christmas Humphreys (2012). Exploring Buddhism. [S.l.]: Routledge. pp. 42–43. ISBN 978-1-136-22877-3. Cópia arquivada em 2023
[b] Richard Gombrich (2006). Theravada Buddhism. [S.l.]: Routledge. p. 47. ISBN 978-1-134-90352-8. Cópia arquivada em 2023. Ensinamento do Buda de que os seres não têm alma, não têm essência duradoura. Esta 'doutrina do não-eu' (anatta-vada) ele expôs em seu segundo sermão.,
67. 1 2  मुच Arquivado em 27 dezembro 2019 no Wayback Machine Monier-Williams Sanskrit English Dictionary, Alemanha (2008)
68. ↑  Heinrich Robert Zimmer (1951). Philosophies of India. [S.l.]: Princeton University Press. p. 41. ISBN 0-691-01758-1. Moksa, da raiz muc, "soltar, libertar, deixar ir, liberar, livrar" [...] significa "libertação, fuga, liberdade, liberação, resgate, emancipação final da alma."
69. ↑  Chad Meister (2009). Introducing Philosophy of Religion. [S.l.]: Routledge. p. 25. ISBN 978-1-134-14179-1
70. ↑  Christopher Key Chapple, ed. (2010). The Bhagavad Gita: Twenty-fifth–Anniversary Edition. Traduzido por Winthrop Sargeant. [S.l.]: State University of New York Press. pp. 157, 266–268. ISBN 978-1-4384-2840-6. Cópia arquivada em 2023
71. ↑  Easwaran 2007, p. 268.
72. ↑  Mahatma Gandhi (2009).  John Strohmeier, ed. The Bhagavad Gita – According to Gandhi. [S.l.]: North Atlantic Books. p. 34. O nirvana dos budistas é shunyata, o vazio, mas o nirvana do Gita significa paz e é por isso que é descrito como brahma-nirvana [união com Brahman]
73. ↑  Jaini, Padmanabh (2000). Collected Papers on Jaina Studies. Delhi: Motilal Banarsidass Publ. ISBN 81-208-1691-9: "Moksa e Nirvana são sinônimos no Jainismo". p. 168
74. ↑  Michael Carrithers, Caroline Humphrey (1991) The Assembly of listeners: Jains in society Cambridge University Press. ISBN 0521365058: "Nirvana: Um sinônimo de libertação, liberação, moksa." p. 297
75. ↑  Jacobi, Hermann; Ed. F. Max Müller (1895). Uttaradhyayana Sutra, Jain Sutras Part II, Sacred Books of the East, Vol. 45. Oxford: The Clarendon Press. Cópia arquivada em 2009
76. ↑  William Owen Cole; Piara Singh Sambhi (1995). The Sikhs: Their Religious Beliefs and Practices. [S.l.]: Sussex Academic Press. p. 68. ISBN 978-1-898723-13-4
77. ↑  Arvind-Pal Singh Mandair (2013). Sikhism: A Guide for the Perplexed. [S.l.]: Bloomsbury Academic. pp. 219–220. ISBN 978-1-4411-5366-1
78. 1 2  H. S. Singha (2000). The Encyclopedia of Sikhism. [S.l.]: Hemkunt Press. p. 148. ISBN 978-81-7010-301-1
79. ↑  W. H. McLeod (2009). The A to Z of Sikhism. [S.l.]: Scarecrow. pp. 134–. ISBN 978-0-8108-6344-6
80. ↑  Willis Barnstone, Marvin Meyer The Gnostic Bible: Revised and Expanded Edition Shambhala Publications 2009 ISBN 978-0-834-82414-0 page 669